# Маштаков (посёлок)
Маштаков — посёлок в Первомайском районе Оренбургской области. Входит в состав Малозайкинского сельсовета.

## География
Посёлок находится на расстоянии примерно 46 км (по прямой) к юго-западу от посёлка Первомайский, административного центра района.

### Часовой пояс
Посёлок Маштаков, как и вся Оренбургская область, находится в часовой зоне МСК+2. Смещение применяемого времени относительно UTC составляет +5:00.

## История
Назван посёлок по фамилии основателей. В 1930-х годах в посёлке действовала крупная конеферма. Перед войной в действовал колхоз имени Чкалова, затем колхоз укрупнился, вошёл в начале 1960-х годов в качестве четвёртого отделения в состав совхоза «Тепловский», позднее был подразделением совхоза «Курлинский».

## Население
| 2010 |
| ---- |
| 159  |

### Национальный состав
Согласно результатам переписи 2002 года, в национальной структуре населения казахи составляли 70 % из 208 чел.

## Инфраструктура
В посёлке расположен международный таможенный автопереход с одноимённым названием.